# Carmen Muñoz López
Carmen Muñoz López (Baracaldo, 1963) es una socióloga, publicista y política española de ideología ecologista y ecofeminista. Milita en el partido ecologista Verdes EQUO desde el año 2011, donde ha sido coordinadora de la Red EQUO Mujeres y representante de Berdeak EQUO en la Mesa Federal del partido. Ha sido concejala en el Ayuntamiento de Bilbao entre 2015 y 2023. Actualmente es Coportavoz de Berdeak EQUO. 

## Formación, vida laboral y voluntariado
Es licenciada en Ciencias de la Información (especialidad de publicidad) y máster en Marketing por la Universidad del País Vasco (UPV-EHU).
Realizó los cursos de Doctorado en Sociología  en la UPV-EHU y la Universidad de Deusto, obteniendo en Diploma de Estudios Avanzados con calificación de sobresaliente, por su tesina predoctoral "Los planes de Igualdad". 
Ha sido investigadora en Innovación Social en la Facultad de Sociología de la Universidad de Deusto.
Ha participado en tertulias de televisión y radio en diferentes medios de comunicación y es colaboradora de Cruz Roja Internacional, habiendo realizado trabajos en terreno en Tanzania en el año 2010.
Tiene una larga experiencia laboral desde que a los 16 años empezó a trabajar en Bide Onera en Baracaldo (1979-1988). Asimismo, ha trabajado en el grupo Eroski como responsable de Packaging y Directora de Compras (1988-2001), y en EiTB, donde desempeñó diferentes cargos directivos (2001-2011). 
Escribe un blog feminista en el periódico Deia.

## Activismo político
Forma parte de Equo desde 2011. En el partido ecologista es coordinadora de la Red EQUO Mujeres, ha formado parte de la Mesa de Coordinación de Vizcaya, y ha coordinado el Grupo de Políticas de Género de Equo Euskadi.
En las elecciones municipales de 2015 es candidata a alcaldesa de Bilbao por Udalberri-Bilbao en Común, confluencia de Podemos, Ezker Anitza, Equo, Alternativa Republicana y personas independientes. Para ello tuvo que ganar unas primarias abiertas, en las que superó en votos a las candidatas de Ezker Anitza y Podemos. Fue Portavoz de dicha coalición en el Ayuntamiento de Bilbao de 2015 a 2019 y Concejala de 2019 a 2023 por la coalición Elkarrekin Bilbao conformada por Podemos, Ezker Anitza y Berdeak EQUO.
En las Elecciones generales de España de 2023 fue candidata al Senado por Sumar. Actualmente es Coportavoz de Berdeak EQUO y se incluye en las listas de Sumar Euskadi para las Elecciones Autonómicas de Euskadi en 2024.